# Liste der Kriegsgefangenenlager in Deutschland 1914–1918
In diesem Artikel sind die Kriegsgefangenenlager in Deutschland  während der Zeit des Ersten Weltkrieges aufgeführt.
Es gab insgesamt 96 Mannschaftslager und 80 Offizierslager, in denen zusammen etwa 2,5 Millionen Mann untergebracht waren. Jedes Lager war einer Inspektion als Aufsichtsbehörde zugeordnet.

## Mannschaftslager
| Oberkommando in den Marken | Gardeinspektion                                                                                | 1. Inspektion                                                            | 2. Inspektion | 3. Inspektion |
| --- | ---------------------------------------------------------------------------------------------- | ------------------------------------------------------------------------ | --- | --- |
| Lager Ruhleben | Lager Döberitz Lager Dyrotz Lager Müncheberg Lager Zossen-Weinberge Lager Zossen-Halbmondlager | Lager Heilsberg                                                          | Lager Altdamm Lager Schneidemühl Lager Stargard                                                                                | Lager Brandenburg Lager Cottbus Lager Crossen Lager Frankfurt (Oder) Lager Guben Lager Havelberg |
| 4. Inspektion | 5. Inspektion                                                                                  | 6. Inspektion                                                            | 7. Inspektion | 8. Inspektion |
| Lager Altengrabow Lager Gardelegen Lager Merseburg Lager Quedlinburg Lager Salzwedel Lager Stendal Lager Kleinwittenberg Lager Zerbst | Lager Sagan Lager Neu Skalmierschütz Lager Sprottau Lager Stralkowo                            | Lager Lamsdorf Lager Neuhammer                                           | Lager Dülmen Lager Friedrichsfeld Lager Holthausen Lager Minden Lager Münster I Lager Münster II Lager Münster III Lager Senne | Lager Limburg (Lahn) |
| 9. Inspektion | 10. Inspektion                                                                                 | 11. Inspektion                                                           | 14. Inspektion | 15. Inspektion |
| Lager Güstrow Lager Parchim Lager Strelitz bzw. Neustrelitz                                                                           | Lager Hameln Lager Holzminden Lager Soltau                                                     | Lager Niederzwehren Strafanstalt Fulda Lager Göttingen Lager Langensalza | Lager Heuberg Lager Mannheim Lager Rastatt Lager Tauberbischofsheim                                                            | Lager Oberhofen |
| 17. Inspektion | 18. Inspektion                                                                                 | 20. Inspektion                                                           | 21. Landsturm-Inspektion | Inspektion Bayern |
| Lager Czersk Lager Troyl Lager Hammerstein Lager Tuchel                                                                               | Lager Darmstadt Lager Gießen Lager Meschede Lager Wetzlar Lager Worms                          | Lager Arys Lager Preußisch Holland                                       | Lager Saarbrücken Lager Diedenhofen Lager Metz                                                                                 | Lager Aschaffenburg Lager Bayreuth Lager Eichstätt Lager Erlangen Lager Germersheim Lager Hammelburg Lager Landau in der Pfalz Lager Lechfeld Lager Puchheim Lager Regensburg Lager Traunstein Lager Würzburg |
| Inspektion Sachsen | Inspektion Württemberg                                                                         | -                                                                        | - | - |
| Lager Bautzen Lager Chemnitz-Ebersdorf Lager Königsbrück Lager Zwickau                                                                | Lager Hohenasperg Lager Eglosheim Lager Münsingen Lager Stuttgart Lager Ulm                    |                                                                          | | |

## Offizierslager
| 2. Inspektion                                         | 3. Inspektion                                                                                    | 4. Inspektion | 5. Inspektion | 6. Inspektion | 7. Inspektion                            |
| ----------------------------------------------------- | ------------------------------------------------------------------------------------------------ | --- | --- | --- | ---------------------------------------- |
| Lager Dänholm                                         | Lager Beeskow Lager Blankenburg Lager Küstrin                                                    | Lager Burg Lager Halle (Saale) Lager Magdeburg Lager Torgau | Lager Reisen | Lager Gnadenfrei Lager Neiße Lager Schweidnitz                                                                            | Lager Krefeld Lager Gütersloh Lager Werl |
| 8. Inspektion                                         | 9. Inspektion                                                                                    | 10. Inspektion | 11. Inspektion | 14. Inspektion | 16. Inspektion                           |
| Lager Köln Lager Trier                                | Lager Augustabad bzw. Neubrandenburg Lager Bad Stuer Lager Breesen Lager Eutin Lager Fürstenberg | Lager Altenau Lager Berxen Lager Bad Blenhorst Lager Schloss Celle Lager Clausthal Lager Fuchsberg Lager Helmstedt Lager Holzminden Lager Lichtenhorst Lager Neustadt Lager Osnabrück Lager Celle-Scheuen Lager Schwarmstedt Lager Ströhen Lager Wahmbeck Lager Wildemann | Lager Bad Kolberg Lager Eschwege Lager Hannoversch-Münden                                                               | Lager Freiburg Lager Heidelberg Lager Karlsruhe Lager Lahr Lager Pforzheim Lager Rastatt Lager Villingen Lager Vöhrenbach | Lager Saarlouis                          |
| 17. Inspektion                                        | 18. Inspektion                                                                                   | 21. Inspektion | Inspektion Bayern | Inspektion Sachsen | Inspektion Württemberg                   |
| Lager Bütow Lager Graudenz Lager Mewe Lager Straßburg | Lager Frankfurt am Main Lager Friedberg Lager Mainz Lager Weilburg                               | Lager Neunkirchen Lager Saarbrücken | Lager Schloss Hirschberg Lager Ingolstadt Lager Landshut Lager Neuburg Lager Plassenburg Lager Rosenberg Lager Wülzburg | Lager Bischofswerda Lager Döbeln Lager Königstein Lager Schönfeld-Wiesa                                                   | Lager Ellwangen Lager Stuttgart          |